# Acanthoscurria acuminata
Acanthoscurria acuminata là một loài nhện trong họ Theraphosidae.
Loài này thuộc chi Acanthoscurria. Acanthoscurria acuminata được miêu tả năm 2005 bởi Joachim Schmidt & Tesmoingt.